# Municipio de Mixtlán
El municipio de Mixtlán es un municipio de la Región Costa - Sierra Occidental del estado de Jalisco, México. Presenta una superficie de 631 km² y es un municipio que se localiza al oeste del estado de Jalisco, con un total de 36 localidades. Sus principales pueblos y/o rancherías son: la cabecera municipal de Mixtlán, La Laja, Cuyutlán, El Oyejo Y Llano Grande. Este municipio está clasificado como agropecuario. Sus principales actividades económicas son: la siembra de maíz, garbanzo y frijol. Sus principales actividades productivas se encuentran en la explotación forestal de encino y pino.

## Toponimia
Mixtlán proviene del náhuatl, y significa: "lugar junto a las nubes". Mixtli, tiene una traducción como nube, expresada en la forma globular inferior, con dos ojos compuestos de círculos concéntricos, debajo de los cuales se extienden unos dientes largos, corvos y agudos, que es abreviatura del dios Tlaloc. Por lo que Mixtlan puede traducirse como, junto á las nubes, país nebuloso, o cubierto de nieblas.

## Historia
Antes de la conquista esta región pertenecía al hueytlatonazgo de Jalisco. Sus habitantes eran cocas, tecos o cazcanes.
En 1524 Francisco Cortés de San Buenaventura, capitán nombrado para conquistar las provincias al norte y este de Colima, recorriendo en su travesía varios lugares llegó a Mixtlán. En 1530 llega Nuño de Guzmán dejando de encomendero a Refugio Ponce.
Desde la conquista, esta población dependía de Guachinango y en 1780 pasó a depender de Atenguillo; Mixtlán fue una población muy pequeña habitada por pocos españoles e indios, sus principales fuentes de riqueza fueron la agricultura, sembrando maíz, frijol, garbanzo y cacahuate; la explotación de maderas y la minería.
La creación del edificio que ocupa la presidencia municipal se inició en 1862 y la del templo principal en 1834, obras que fueron dirigidas por el Sr. José Gonzáles R. Se creó el municipio de Mixtlán con localidades segregadas del municipio de Atenguillo.
La fecha de erección de municipio fue el 20 de octubre de 1938 por decreto número 4422. Desde 1843 perteneció al 6°. Distrito de Autlán, hasta 1890 en que pasó a pertenecer al 10°. Cantón de Mascota.

### Escudo de armas
El día 7 de julio de 1983 José Trinidad Curiel Ramos, hijo nativo de la comunidad de Mixtlán; incentivado por el presidente municipal José Manuel González Parra, comenzó realizando algunos trazos que más tarde se trasformarían en el escudo de armas de la localidad; Se dibujaron 4 bosquejos para que la comunidad en general seleccionara el mejor. El 30 de julio del mismo año, y en reunión del H. Ayuntamiento fue aprobado por unanimidad el que actualmente conocemos y que a continuación se describe:
Al centro, el moderno Palacio Municipal, el cual en ese año se remodeló y se le realizó una ampliación. A espaldas el templo de piedra cantera y su blanco campanario. Así mismo en medio de estos edificios se apreció el espesor de la flora, al fondo del lado derecho el cerro del tapanco donde se iniciaron los primeros asentamientos; al izquierdo el cerro del crestón con el cual se identifica el pueblo, y tras estos las simbólicas nubes en el cielo azul. En la parte inferior escrito en los clásicos pergaminos usados por los españoles se encuentra el nombre del municipio y su estado. En la parte superior se encuentra el lema: Pueblo Amigo que identifica a nuestro pueblo y en la inferior el significado etimológico de la palabra Mixtlán; Y para complementar a los costados se presentan las tradicionales nubes.
El día 3 de noviembre de 1983 cuando se celebraba el XLV Aniversario de la creación como municipio, fue develado el escudo por Abdón Arellano Hernández.

## Descripción geográfica

### Ubicación
Mixtlán se localiza en el centro poniente del estado de Jalisco, en las coordenadas 20º22’30" a 20º40’15" de latitud norte y 104º15’05" a 104º24’30" de longitud oeste. A una altitud de 1580 metros sobre el nivel del mar.
El municipio de colinda al norte con los municipios de Mascota, Guachinango y Ameca; al este con los municipios de Ameca y Tecolotlán; al sur con los municipios de Atengo y Atenguillo; al oeste con el municipio de Mascota.

### Orografía
Su superficie presenta zonas accidentadas (43%), también hay zonas semiplanas (40%), y zonas planas (17%). La cabecera del municipio está asentada en una pequeña planicie. Al norte, pequeñas sierras, y al sur lo cruzan la Sierra Madre Occidental. Dentro de sus elevaciones están los cerros: Verde, Lucio, La Margarita, Los Escalones, La Laja y Los Guajes.
Suelos. La composición de los suelos es de tipos predominantes Regosol, Feozem Háplico, Acrisol Órtico, con algunas manchas de Regosol Dístrico. El municipio tiene una superficie territorial de 41,852 hectáreas, de las cuales 7,074 son utilizadas con fines agrícolas, 17,498 en la actividad pecuaria, 17,000 son de uso forestal, 280 son suelo urbano. En lo que a la propiedad se refiere, una extensión de 26,930 hectáreas es privada y otra de 14,922 se ejidal; no existiendo propiedad comunal.

### Hidrografía
Sus recursos hidrológicos son proporcionados por el río Atenguillo; los arroyos: El Vigía, El Mamey, El Platanar, El Guachinanguillo, El Gallo y La Lajita; en la parte noroeste se encuentra El Tajo, Las Víboras, La Tortugas, San Gregorio, Guadalupe, Cortapico, El Zapote, Cerro Alto, La Canoa y San Rafael; en la parte sureste se encuentran los Tablones, Arroyo Grande, La Calera, Las Majadas, Aguacate, Hidalgo, San Jerónimo, El Salitre, Peña Tendida y La Terma.

### Clima
El clima es semiseco con invierno secos, y semicálido, sin cambio térmico invernal bien definido. La temperatura media anual es de 19.8 °C, con máxima de 29.7 °C y mínima de 9.9 °C. El régimen de lluvias se registra entre los meses de junio y octubre, contando con una precipitación media de los 1,039.2 milímetros. El promedio anual de días con heladas es de 46.9. Los vientos dominantes son en dirección variante.

### Flora y fauna

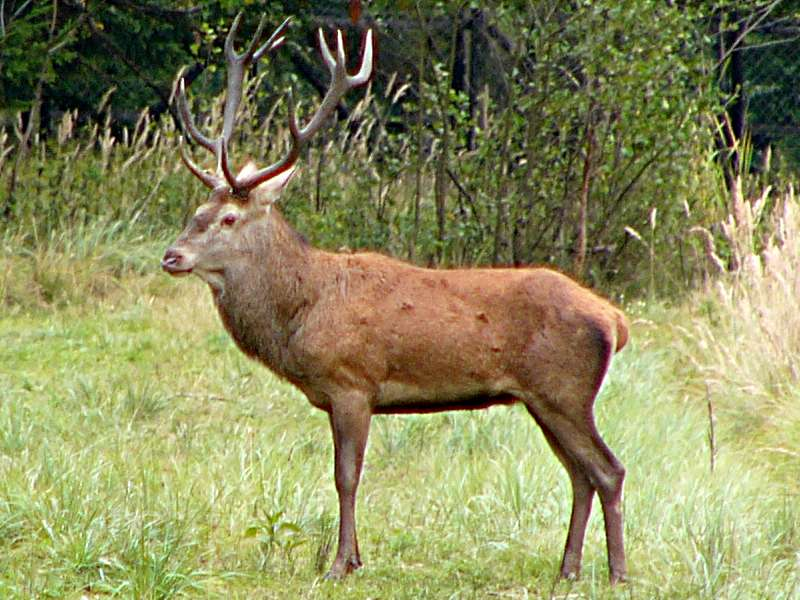
El venado habita en el lugar.

Su vegetación se compone básicamente de pino, encino y roble. También hay pastizales y frutales como: guayabo, naranjo, durazno y aguacate.
Hay desde especies pequeñas, además el jabalí, el venado y la pantera entre otros animales.

## Demografía

### Localidades
En el censo de 2020 el municipio de Mixtlán contaba con 36 localidades.
| Código INEGI      | Localidad         | Población (2020) |
| ----------------- | ----------------- | ---------------- |
| 140620001         | Mixtlán           | 1 710            |
| Otras localidades | Otras localidades | 1 928            |
| Total municipal   | Total municipal   | 3 638            |

## Economía
Ganadería. Se cría ganado bovino, equino y caprino. Además de aves y colmenas.
Agricultura. Destacan el maíz, frijol, sorgo y garbanzo
Comercio. Se cuenta con establecimientos que venden artículos de primera necesidad y los comercios mixtos que venden en pequeña escala artículos diversos.
Servicios. Se prestan servicios técnicos, comunales, personales y de mantenimiento.
Explotación forestal. Se explota el pino, oyamel y el encino.

## Turismo
Artesanías
- Elaboración de: alfarería como ollas, cazuelas, jarros, sillas de madera tejidos en palma, y tejido de gancho.

Parques y reservas
- Unidad Deportiva El Salitre
- Sierra del Comalito
- La Mesa Colorada.
- Peña Tendida.
- Peña de Tepantla.
- Rancho Las Majadas.

## Fiestas
- Fiesta Patronal en honor de San Sebastián Mártir. Del 12 al 20 de enero.
- Fiesta Jurada en honor a la Virgen Defensora de los Rayos. Del 1 al 12 de octubre.
- Fiesta en honor a la Virgen de Guadalupe. Del 7 al 12 de enero. En La Laja.
- Fiesta en honor a la Virgen Inmaculada Concepción, del 30 noviembre al 8 de diciembre. En Cuyutlán.